# Gatifloxacina
Gatifloxacina es un antibiótico sintético del grupo de las quinolonas de tercera generación indicado para el tratamiento de infecciones causadas por bacterias, incluyendo ciertos tipos de gonorrea y ciertas infecciones en los pulmones, senos paranasales, piel y tracto urinario. Zymar ®(Allergan) y
Gatif ® (Pharma Investi) en Chile.

## Efectos adversos
La ingesta de gatifloxacina puede causar malestar estomacal, dolor de cabeza y mareos y si es alérgico a las quinolonas, puede que aparezcan sarpullidos o irritaciones en la cara y dificultad para respirar. Como todas las quinolonas, existe la posibilidad de que el gatifloxacino cause dolor, inflamación o ruptura de tendones.
Existen evidencias que demuestran una posible relación causal entre la gatifloxacina y alteraciones en el control de la glicemia en pacientes diabéticos.